# Silene scabriflora subsp. tuberculata
Silene scabriflora subsp. tuberculata é uma subespécie de planta com flor pertencente à família Caryophyllaceae. 
A autoridade científica da subespécie é (Ball) Talavera, tendo sido publicada em Lagascalia 14: 131 (1986).

## Portugal
Trata-se de uma subespécie presente no território português, nomeadamente em Portugal Continental.
Em termos de naturalidade é nativa da região atrás indicada.

## Protecção
Não se encontra protegida por legislação portuguesa ou da Comunidade Europeia.